# Sisana Sisane
Sisana Sisane (laot. ສີຊະນະ ສີສານ; ur. 13 września 1922 w prowincji Savannakhét, zm. w listopadzie 1998 lub 1999) – laotański polityk, dziennikarz, kompozytor i historyk. Jeden z liderów ruchu komunistycznego w Laosie. Od 1975 r. autor słów do Pheng Xat Lao, będącego od 1947 roku narodowym hymnem Laosu.

## Życiorys
Jego rodzina pochodziła z prowincji Savannakhét, jednak w późniejszym etapie swojego życia przeniósł się do Wientianu. W Wietnamie i Tajlandii pobierał nauk muzycznych. Był członkiem komitetu centralnego organizacji Neo Lao Issara (pl. Front Wolnego Laosu), będącej sprzymierzeńcem Pathet Lao. W wyborach z 1958 roku został wybrany posłem do laotańskiego parlamentu (jako przedstawiciel prowincji Savannakhét). Pełnił funkcję redaktora naczelnego gazety partyjnej Laotańskiej Partii Ludowej. W 1959 roku został aresztowany wraz z innymi liderami Laotańskiej Partii Ludowej, jednak rok później uciekli z więzienia Phonkheng. 
W 1972 roku został zastępcą członka komitetu centralnego Laotańskiej Partii Ludowej. W latach 1973–1975 był członkiem komitetu partyjnego przygotowującego się do przejęcia władzy w Laosie przez komunistów. W 1975 roku, gdy komuniści doszli do władzy w Laosie, Sisane otrzymał tekę ministra propagandy, informacji, kultury i turystyki; został także przewodniczącym Instytutu Badań Naukowo-Społecznych. Od 1994 roku był doradcą komisji ds. badań nad historią partii.
W 1965 r. wyreżyserował film pt. Xaopi haeng karnpatiwath (pl. 20 lat rewolucji).
Miał ośmioro dzieci, jego syn Hansana był prezesem Stowarzyszenia Laotańskiego Rzemiosła.